# Dvory
Dvory är en ort i Tjeckien.   Den ligger i regionen Mellersta Böhmen, i den centrala delen av landet, 40 km öster om huvudstaden Prag. Dvory ligger 192 meter över havet och antalet invånare är 524.
Terrängen runt Dvory är platt, och sluttar söderut. Runt Dvory är det ganska tätbefolkat, med 108 invånare per kvadratkilometer. Närmaste större samhälle är Nymburk, 4,3 km sydost om Dvory. Trakten runt Dvory består till största delen av jordbruksmark.